# Tòa án nhân dân cấp cao (Việt Nam)
Tòa án nhân dân cấp cao (còn gọi là tòa thượng thẩm) là cơ quan xét xử cấp cao thuộc hệ thống tư pháp của Tòa án nhân dân Việt Nam. Tòa án nhân dân cấp cao có thẩm quyền dưới Tòa án nhân dân tối cao và có thẩm quyền trên Tòa án nhân dân tỉnh, thành phố trực thuộc trung ương, Tòa án nhân dân cấp huyện. Tòa án nhân dân cấp cao chính thức hoạt động từ ngày 1 tháng 6 năm 2015.

## Nhiệm vụ và quyền hạn
Nhiệm vụ và quyền hạn của Tòa án nhân dân cấp cao được quy định như sau:
1. Phúc thẩm vụ việc mà bản án, quyết định sơ thẩm của Tòa án nhân dân tỉnh, thành phố trực thuộc trung ương thuộc phạm vi thẩm quyền theo lãnh thổ chưa có hiệu lực pháp luật bị kháng cáo, kháng nghị theo quy định của luật tố tụng.
2. Giám đốc thẩm, tái thẩm bản án, quyết định đã có hiệu lực pháp luật của Tòa án nhân dân tỉnh, thành phố trực thuộc trung ương, Tòa án nhân dân huyện, quận, thị xã, thành phố thuộc tỉnh và tương đương thuộc phạm vi thẩm quyền theo lãnh thổ bị kháng nghị theo quy định của luật tố tụng.

## Cơ cấu tổ chức
Cơ cấu tổ chức của Tòa án nhân dân cấp cao gồm:
- Ủy ban Thẩm phán Tòa án nhân dân cấp cao;
- Các tòa chuyên trách gồm Tòa hình sự, Tòa dân sự, Tòa hành chính, Tòa kinh tế, Tòa lao động, Tòa gia đình và người chưa thành niên. Trong trường hợp cần thiết, Ủy ban Thường vụ Quốc hội quyết định thành lập Tòa chuyên trách khác theo đề nghị của Chánh án Tòa án nhân dân tối cao Việt Nam. Tòa chuyên trách Tòa án nhân dân cấp cao phúc thẩm vụ việc mà bản án, quyết định của Tòa án nhân dân tỉnh, thành phố trực thuộc trung ương thuộc phạm vi thẩm quyền theo lãnh thổ chưa có hiệu lực pháp luật bị kháng cáo, kháng nghị theo quy định của luật tố tụng.
- Bộ máy giúp việc: Bộ máy giúp việc của Tòa án nhân dân cấp cao gồm có Văn phòng và các đơn vị khác (Điều 34 Luật Tổ chức TAND). Chánh án Tòa án nhân dân tối cao quyết định thành lập và quy định nhiệm vụ, quyền hạn của Văn phòng, các đơn vị khác thuộc bộ máy giúp việc của Tòa án nhân dân cấp cao.

Tòa án nhân dân cấp cao có Chánh án, các Phó Chánh án, Chánh tòa, các Phó Chánh tòa, Thẩm phán, Thẩm tra viên, Thư ký Tòa án, công chức khác và người lao động.

### Bộ máy giúp việc
Bộ máy giúp việc của Tòa án nhân dân cấp cao có nhiệm vụ giúp Chánh án Tòa án nhân dân cấp cao và Ủy ban Thẩm phán Tòa án nhân dân cấp cao, gồm 4 đơn vị cấp Phòng như sau:
- Văn phòng (có Chánh Văn phòng và không quá 3 Phó Chánh Văn phòng); Bộ phận thống kê tổng hợp, Bộ phận cơ sở vật chất, Bộ phận kế toán, văn thư, lưu trữ đánh máy và các nhân viên lái xe, tạp vụ, bảo vệ, nhân viên kỹ thuật (thực hiện chế độ hợp đồng theo Nghị định 68/2000/NĐ-CP);
- Các phòng giám đốc kiểm tra, gồm: Trưởng phòng, các Phó Trưởng phòng và các thẩm tra viên.
- Phòng Tổ chức - Thi đua khen thưởng, gồm: Trưởng phòng, các Phó Trưởng phòng, các công chức làm công tác tổ chức, thi đua-khen thưởng.
- Phòng Thanh tra, gồm: Trưởng phòng, Phó Trưởng phòng và các thẩm tra viên, chuyên viên.

## Hệ thống tòa án nhân dân cấp cao tại Việt Nam
Ủy ban Thường vụ Quốc hội của Quốc hội khóa XIII ngày 14/05/2015 đã thông qua Nghị quyết thành lập 3 Tòa án nhân dân cấp cao tại Hà Nội, Đà Nẵng và TPHCM dựa trên cơ sở 3 Tòa phúc thẩm của Tòa án nhân dân tối cao:
- Tòa án nhân dân cấp cao tại Hà Nội
- Tòa án nhân dân cấp cao tại Thành phố Hồ Chí Minh
- Tòa án nhân dân cấp cao tại Đà Nẵng

## Lịch sử
Tòa án nhân dân cấp cao là một cấp tòa mới được quy định trong Luật tổ chức tòa án nhân dân năm 2014. Trước đây hệ thống tòa án nhân dân ở Việt Nam chỉ có ba cấp là Tòa án nhân dân tối cao, Tòa án tỉnh, Tòa án huyện. Tòa án nhân dân cấp cao chính thức hoạt động từ ngày 1 tháng 6 năm 2015.